# 李淳 (弘治乙丑進士)
李淳（1469年—1528年），字德厚，順天府密雲縣人，明朝政治人物，匠籍，治《易經》。

## 生平
弘治十四年（1501年）辛酉科順天府鄉試第一百三十四名舉人。弘治十八年（1505年）中式乙丑科會試第一百三十三名，三甲第一百名進士。历官南京大理寺右寺正，正德七年（1512年）六月升江西按察司佥事。

## 家族
曾祖李忠；祖父李鑑，封光祿寺典簿；父李琚，義官。母朱氏。具慶下。弟李澤、李滄（1476年-1527年）字德清，弘治戊午貢士，歷官山西平阳府同知、户部员外郎。